# Litfiba
Litfiba ist eine einflussreiche italienische Rockband, die 1980 in Florenz gegründet wurde. Zunächst führender Vertreter des New Wave in Italien, gelang es der Band, gleichzeitig die italienische Indie-Szene zu stärken und Rockmusik kommerziell erfolgreich zu machen.

## Bandgeschichte

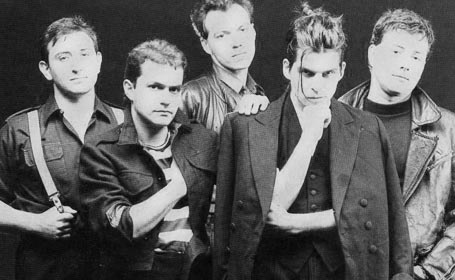
Litfiba 1983: Renzulli, Franchi, Aiazzi, Pelù, Maroccolo (v. l.)

Die Band formierte sich 1980 in Florenz mit der ursprünglichen Besetzung Ghigo Renzulli (Gitarre und Gesang), Sandro Dotta (Gitarre), Gianni Maroccolo (Bass), Antonio Aiazzi (Keyboard) und Francesco Calamai (Schlagzeug). Der Name wurde als Telex-Kürzel der Adresse des ersten Probenraums gebildet (L+ IT [Italien] + FI [Florenz] + BA [via de’ Bardi]). Nach einigen kleineren Veröffentlichungen (darunter der EP Eneide di Krypton) und mehreren Besetzungswechseln erschien 1985 beim Label IRA Records das erste Studioalbum der Band, Desaparecido, bei dem bereits Piero Pelù als Sänger in Erscheinung trat. Das Album bildete den Auftakt der Trilogia del Potere („Trilogie der Macht“), die 1986 mit dem aufsehenerregenden Doppelalbum 17 re fortgesetzt wurde. Nach einem Livealbum schloss die Band die Trilogie 1988 mit Litfiba 3 ab und schaffte es damit endgültig, über die Underground-Szene hinaus bekannt zu werden.
Litfiba wechselte daraufhin zum Label CGD, wo 1989 das Livealbum Pirata erschien. Weitere Besetzungswechsel wirkten sich auf den Sound der Band aus, südamerikanische Einflüsse flossen in das nächste Studioalbum El diablo (1990) ein. Nach der Kompilation Sogno ribelle (1992) und einer ausgedehnten internationalen Tournee meldete sich Litfiba 1993 mit dem stark tagespolitisch geprägten Terremoto zurück, dem erstmals der Sprung an die Spitze der Charts gelang. Nun bei EMI, folgten 1994 das Livealbum Colpo di coda und das nächste erfolgreiche Studioalbum Spirito. Bis 1999 gelangen der Band noch zwei weitere Nummer-eins-Alben, Mondi sommersi und Infinito, jeweils begleitet von Tourneen und Livealben. Nach der Infinito-Tournee gab Sänger Piero Pelù seinen Ausstieg bekannt.
Neuer Sänger wurde Gianluigi Cavallo, gleichzeitig kam es zu einer generellen Neubesetzung, nur Gitarrist Ghigo Renzulli verblieb in der Band. Anfang 2000 debütierte das neue Lineup mit dem Album Electromacumba, gefolgt von Insidia (2001). Die Band befasste sich auch zunehmend mit neuen Technologien und veröffentlichte exklusives Material nur noch über Internet. Für die italienische Version des Computerspiels Tomb Raider: The Angel of Darkness (2003) steuerte die Band den Track Larasong bei. Nach der Veröffentlichung von Essere o sembrare beim Label Edel stieg Sänger Cavallo 2006 wieder aus. Renzulli besetzte die Band wieder neu, mit Filippo Margheri als Sänger, doch 2010 kam es zur von Fans lang erhofften Reunion mit Piero Pelù.
Erstes Album nach der Reunion war das Livealbum Stato libero di Litfiba, entstanden nach den ersten gemeinsamen Konzerten. Das erste Studioalbum war Grande nazione 2012, das für die Band auch eine Rückkehr an die Chartspitze bedeutete. Für eine Tournee stießen 2013 auch die Gründungsmitglieder Gianni Maroccolo und Antonio Aiazzi kurzzeitig wieder zu Litfiba, woraus das Livealbum Trilogia 1983–1989 – Live 2013 hervorging. 2016 hingegen erschien das zweite Studioalbum nach der Reunion, Eutòpia.

## Diskografie

### Studioalben
- Eneide di Krypton (1983, EP; IRA Records)

| Jahr | Titel Musiklabel         | Höchstplatzierung, Gesamtwochen, AuszeichnungChartplatzierungen (Jahr, Titel, Musiklabel, Platzierungen, Wochen, Auszeichnungen, Anmerkungen) | Höchstplatzierung, Gesamtwochen, AuszeichnungChartplatzierungen (Jahr, Titel, Musiklabel, Platzierungen, Wochen, Auszeichnungen, Anmerkungen) | Anmerkungen                                 |
| Jahr | Titel Musiklabel         | IT | CH | Anmerkungen                                 |
| ---- | ------------------------ | --- | --- | ------------------------------------------- |
| 1985 | Desaparecido IRA Records | IT82 (3 Wo.)IT | — | Charteinstieg in IT erst 2021               |
| 1986 | 17 re IRA Records        | IT23 (2 Wo.)IT | — | Charteinstieg in IT erst 2017               |
| 1988 | Litfiba 3 IRA Records    | IT29 (1 Wo.)IT | — | Charteinstieg in IT erst 2021               |
| 1990 | El diablo CGD            | IT19 Platin · (15 Wo.)IT | — | Verkäufe: + 300.000                         |
| 1993 | Terremoto CGD            | IT1 (23 Wo.)IT | CH28 (4 Wo.)CH |                                             |
| 1994 | Spirito EMI              | IT3 (19 Wo.)IT | — | 1995 Platz 8 (22 Wochen) in den FIMI-Charts |
| 1997 | Mondi sommersi EMI       | IT1 (58 Wo.)IT | CH39 (3 Wo.)CH |                                             |
| 1999 | Infinito EMI             | IT1 (37 Wo.)IT | CH44 (4 Wo.)CH |                                             |
| 2000 | Elettromacumba EMI       | IT3 (10 Wo.)IT | CH58 (5 Wo.)CH |                                             |
| 2001 | Insidia EMI              | IT9 (6 Wo.)IT | — |                                             |
| 2005 | Essere o sembrare Edel   | IT29 (2 Wo.)IT | — |                                             |
| 2012 | Grande nazione TEG/Sony  | IT1 Gold · (17 Wo.)IT | CH49 (2 Wo.)CH | Verkäufe: + 30.000                          |
| 2016 | Eutòpia TEG/Sony         | IT3 Gold · (25 Wo.)IT | CH52 (1 Wo.)CH | Verkäufe: + 25.000                          |

### Livealben
| Jahr | Titel Musiklabel                        | Höchstplatzierung, Gesamtwochen, AuszeichnungChartplatzierungen (Jahr, Titel, Musiklabel, Platzierungen, Wochen, Auszeichnungen, Anmerkungen) | Höchstplatzierung, Gesamtwochen, AuszeichnungChartplatzierungen (Jahr, Titel, Musiklabel, Platzierungen, Wochen, Auszeichnungen, Anmerkungen) | Anmerkungen                                           |
| Jahr | Titel Musiklabel                        | IT | CH | Anmerkungen                                           |
| ---- | --------------------------------------- | --- | --- | ----------------------------------------------------- |
| 1989 | Pirata CGD                              | IT23 (6 Wo.)IT | — |                                                       |
| 1994 | Colpo di coda EMI                       | IT3 (15 Wo.)IT | — |                                                       |
| 1995 | Lacio drom (buon viaggio) EMI           | IT9 (12 Wo.)IT | — |                                                       |
| 1998 | Croce e delizia EMI                     | IT4 (12 Wo.)IT | — |                                                       |
| 2005 | Litfiba ’99 live Sony BMG               | IT65 (1 Wo.)IT | — |                                                       |
| 2010 | Stato libero di Litfiba TEG/Sony        | IT2 Platin · (28 Wo.)IT | CH87 (1 Wo.)CH | Erstveröffentlichung: 1. Juni 2010 Verkäufe: + 60.000 |
| 2013 | Trilogia 1983–1989 – Live 2013 TEG/Sony | IT6 (11 Wo.)IT | — | Erstveröffentlichung: 26. März 2013                   |

Weitere Livealben
- Live in Berlin (1984; IRA Records)
- 12-5-87 (aprite i vostri occhi) (1987; IRA Records)
- Live on line (2001; IRA Records)

### Kompilationen (Auswahl)
| Jahr | Titel Musiklabel                                   | Höchstplatzierung, Gesamtwochen, AuszeichnungChartplatzierungen (Jahr, Titel, Musiklabel, Platzierungen, Wochen, Auszeichnungen, Anmerkungen) | Höchstplatzierung, Gesamtwochen, AuszeichnungChartplatzierungen (Jahr, Titel, Musiklabel, Platzierungen, Wochen, Auszeichnungen, Anmerkungen) | Anmerkungen                                             |
| Jahr | Titel Musiklabel                                   | IT | CH | Anmerkungen                                             |
| ---- | -------------------------------------------------- | --- | --- | ------------------------------------------------------- |
| 1992 | Sogno ribelle CGD                                  | IT4 (15 Wo.)IT | — |                                                         |
| 1994 | Re del silenzio CGD                                | IT5 (8 Wo.)IT | — |                                                         |
| 1997 | Viva Litfiba CGD East West                         | IT3 (18 Wo.)IT | — |                                                         |
| 1998 | Viva Litfiba due CGD East West                     | IT24 (4 Wo.)IT | — |                                                         |
| 2003 | The Platinum Collection EMI                        | IT36 (7 Wo.)IT | — |                                                         |
| 2003 | Viva Litfiba 1985–1993 Warner                      | IT78 (1 Wo.)IT | — | 4-CD-Boxset                                             |
| 2010 | Tutto Litfiba. Eroi nel vento ’84-’93 Rhino/Warner | IT28 Gold · (14 Wo.)IT | — | Erstveröffentlichung: 23. April 2010 Verkäufe: + 25.000 |
| 2013 | Trilogia del potere Warner                         | IT62 (3 Wo.)IT | — | Erstveröffentlichung: 12. März 2013                     |
| 2015 | Tetralogia degli elementi Warner                   | IT23 (3 Wo.)IT | — | Erstveröffentlichung: 13. Januar 2015 4-CD-Boxset       |

### Singles
| Jahr | Titel Album                       | Höchstplatzierung, Gesamtwochen, AuszeichnungChartsChartplatzierungen (Jahr, Titel, Album, Platzierungen, Wochen, Auszeichnungen, Anmerkungen) | Anmerkungen              |
| Jahr | Titel Album                       | IT | Anmerkungen              |
| ---- | --------------------------------- | --- | ------------------------ |
| 1991 | Gioconda El diablo                | IT15 (12 Wo.)IT |                          |
| 2010 | Sole nero Stato libero di Litfiba | IT10 (15 Wo.)IT |                          |
| 2011 | Squalo Grande nazione             | IT19 (2 Wo.)IT |                          |
| 2012 | La mia valigia Grande nazione     | IT57 (5 Wo.)IT |                          |
| 2012 | Elettrica Grande nazione          | IT96 (1 Wo.)IT | in Albumcharts platziert |
| 2016 | L’impossibile Eutòpia             | IT97 (1 Wo.)IT |                          |

Weitere Singles
- Luna / La preda (1983)
- Istanbul / Tziganata (1985)
- Tango / Apapaia (1987)
- Paname (1988)
- Cangaceiro (1989)
- Tex ’90 (1990)
- Il volo (1990)
- El diablo (1990) – Gold (50.000+)[3]
- Proibito (1991)
- Linea d’ombra (1992)
- Bambino (1992)
- Maudit (1992)
- Sotto il vulcano (1993)
- Prima guardia (1993)
- A denti stretti (1994)
- Africa (1994)
- Spirito (1994)
- Lo spettacolo (1995)
- No frontiere (1995)
- Lacio Drom (1995)
- Lo spettacolo remix (1995)
- Ora d’aria (1996)
- Ritmo 2 # (1996)
- Regina di cuori (1997) – Gold (35.000+)[3]
- Goccia a goccia (1997)
- Reina de corazones (1997)
- Imparerò (1997)
- Sparami (1998)
- Il mio corpo che cambia (1999) – Gold (25.000+)[3]
- Mascherina (1999)
- Vivere il mio tempo (1999)
- Elettromacumba (2000)
- Il giardino della follia (2000)
- Spia (2000)
- La stanza dell’oro (2001)
- Mr. Hyde (2001)
- Senza rete (2001)
- Larasong (2003)
- Giorni di vento (2005)
- Effetti collaterali (2008)
- La rabbia in testa (2009)
- Sepolto vivo 2.0 (2009)
- Barcollo (2010)
- Straniero (2017)
- Maria Coraggio (2017)